# 川島えつこ
川島 えつこ（かわしま えつこ、1970年 - ）は、日本の児童文学作家。

## 略歴
群馬県生まれ。群馬大学教育学部を卒業後、高等学校および養護学校に勤務。
『まんまるきつね』(絵・スドウピウ、ポプラ社)でデビュー。2002年、「十一月のへび」で第19回小さな童話大賞受賞、『花火とおはじき』（絵・高橋和枝、ポプラ社）で第42回日本児童文学者協会新人賞を受賞。『まえばちゃん』で第9回（2016年）絵本テキスト大賞Bグレード優秀作を受賞。

## 作品
- 『まんまるきつね』（絵：スドウピウ、ポプラ社、ポプラの木かげ） 2006年 ISBN 4591094162
- 『花火とおはじき』（絵：高橋和枝、ポプラ社、ポプラ物語館） 2008年 ISBN 9784591100486
- 『わたしのプリン』（絵：植田真、ポプラ社、ポプラ物語館） 2009年 ISBN 9784591111338
- 『星のこども』（絵：はたこうしろう、ポプラ社、ノベルズ・エクスプレス） 2014年 ISBN 9784591141984
- 『まえばちゃん』（絵：いとうみき、童心社、だいすき絵童話） 2018年 ISBN 9784494020614
- 『ひみつのえんそく』（絵：武田美穂、童心社、童心社のおはなしえほん） 2022年 ISBN 9784494016433
- 『ねことわたしのまほうの日』（絵：おくはらゆめ、ポプラ社、本はともだち♪） 2022年 ISBN 9784591174395
- 『まこが、おねえちゃんになった日!』（絵：高橋和枝、童心社、だいすき絵童話）2023年 ISBN 9784494020812

### 紙芝居
- 『あしたもあそぼう（ともだちだいすき）』（絵：松成真理子、童心社） 2019年 ISBN 9784494093052
- 『こんやはなつまつり（はる・なつ・あき・ふゆ たのしい園生活）』（絵：松成真理子、童心社） 2020年 ISBN 9784494080953
- 『たまごちゃん（ともだちだいすき）』（絵：はやしますみ、童心社） 2021年 ISBN 9784494093458
- 『ずーっとともだち（ともだちだいすき）』（絵：福田岩緒、童心社） 2022年 ISBN 9784494093717
- 『きんのがちょう グリム童話より』（絵：市居みか、童心社、かみしばい世界の名作劇場） 2022年 ISBN 9784494081103
- 『きょうは おたんじょうかい（おひさまこんにちは）』（絵：北村裕花、童心社） 2023年 ISBN 9784494093960
- 『チリンチリン ゆうびんでーす!（ともだちだいすき）』（絵：土田義晴、童心社） 2023年 ISBN 9784494094158